# Gršćica
Gršćica je vesnice a přímořské letovisko v Chorvatsku v Dubrovnicko-neretvanské župě. Nachází se na jižním pobřeží ostrova Korčula a je součástí opčiny Blato. Od města Korčula se nachází asi 40 km jihozápadně. Vzhledem k tomu, že je Gršćica (spolu s Prižbou, Prigradicí a Karbuni) pouze přímořskou částí sídla Blato, které neleží u moře, není, jako u mnoha jiných sídel na ostrově Korčula, znám počet obyvatel.
Gršćica leží u zátoky Velika Gršćica. Nachází se zde přístav. Sousedními letovisky jsou Karbuni a Prižba, vesnicí prochází župní silnice Ž6223.